# Brachyglossina tantalidis
Brachyglossina tantalidis är en fjärilsart som beskrevs av Turati 1924. Brachyglossina tantalidis ingår i släktet Brachyglossina och familjen mätare. Inga underarter finns listade i Catalogue of Life.